# Galtarodes ragonoti
Galtarodes ragonoti là một loài bướm đêm thuộc phân họ Arctiinae, họ Erebidae.